# Ronaldo Nazário
Ronaldo Luís Nazário de Lima ili skraćeno Ronaldo (Bento Ribeiro, Rio de Janeiro, 18. rujna 1976.) bivši je brazilski nogometaš.
Smatra ga se jednim od najboljih nogometaša svih vremena. Uz Zinedina Zidanea jedini je tri puta osvajao FIFA-inu nagradu za najboljeg igrača godine, te je drugi najbolji strijelac u povijesti svjetskih prvenstava s 15 postignutih zgoditaka. Ispred njega je Miroslav Klose.

## Životopis
Nogometnu karijeru započeo je kao 14-godišnji dječak u klubu Sao Cristovao, a prvi profesionalni ugovor dobio je u Cruzeiru, gdje je sjajnim igrama u brazilskom prvenstvu zaslužio poziv na SP 1994. godine u SAD. Ipak, prvenstvo je kao 17-godišnjak pratio s klupe.
Kao kvalitetnog igrača ga je prepoznao i u Europu doveo nizozemski nogometni trener i skaut Piet de Visser.
Europsku je karijeru Ronaldo započeo u PSV Eindhovenu (1994. – 1995.) gdje je u dvije sezone zabio čak 68 pogodaka, a dvije godine kasnije preselio je u FC Barcelonu, gdje je igrao jednu sezonu. Iste godine je postao i FIFA-in igrač godine. Nakon sezone u Barceloni na njegovu je adresu stiglo mnogo ponuda, a Ronaldo se odlučio za milanski Inter.
S Interom osvaja Kup UEFA-e. Godine 1997. ponovno je izabran za najboljeg igrača FIFA-e, a dobio je i Zlatnu loptu France Footballa. Godine 1998. na utakmici protiv Lazija Ronaldo se teško ozlijedio te ga tri sezone gotovo i nema na terenu. Potpuno spreman vraća se na Svjetskom prvenstvu 2002. godine, gdje osvaja naslov svjetskih prvaka i postaje najbolji strijelac natjecanja. Iste godine prelazi u Real iz Madrida za 45 milijuna €. U Real Madridu ostaje do siječnja 2007., kada za 8 milijuna € prelazi u Milan, a početkom 2009. vraća se u Brazil, u Corinthians.
Na SP u Francuskoj 1998. godine, izabran je za najboljeg igrača, a na SP-u u Koreji i Japanu 2002. godine bio je najbolji strijelac turnira. S 15 je pogodaka (1998. – 2006.) drugi najbolji strijelac Svjetskih prvenstava u povijesti.
Ostale titule koje je osvojio teško je i nabrojati: prvenstvo Brazila, Nizozemske i Španjolske, Kup Nizozemske, dva puta Svjetsko prvenstvo, triput je bio najbolji igrač FIFA-e (1996., 1997, 2003.) i jednom Zlatna kopačka UEFA-e (1997.).
Dana 14. veljače 2011. objavio je da prekida karijeru zbog bolesti štitnjače s kojom se borio četiri godine.

## Vanjske poveznice
- Ronaldo na stranici FIFA-e  Arhivirana inačica izvorne stranice od 14. ožujka 2008. (Wayback Machine) (engl.)

### Ostali projekti
|  | Zajednički poslužitelj ima još gradiva o temi Ronaldo |